# Olimpijski tor kolarski w Berlinie
Olimpijski tor kolarski w Berlinie – nieistniejący już, tymczasowy tor kolarski w Berlinie, wybudowany na Letnie Igrzyska Olimpijskie 1936. Mógł pomieścić 15 000 widzów. Obiekt istniał przez dwa miesiące, podczas igrzysk odbyły się na nim konkurencje kolarstwa torowego.
Tor kolarski na igrzyska w Berlinie w 1936 roku wybudowano na terenie stadionu sportowego należącego od 1925 roku do Berliner Sport-Club. Znajdował się on w dzielnicy Westend, niedaleko stacji kolejowej Berlin Westkreuz, północnego końca autostrady AVUS i obiektów targowych Messe Berlin. Architektem toru kolarskiego był Clemens Schürmann. Drewniany tor miał długość 400 m i szerokość 6,3 m. Wysokość na łukach wynosiła 3 m. Częścią obiektu była zadaszona trybuna stadionu Berliner SC, mogąca pomieścić 1500 widzów. Na czas igrzysk wybudowano także dodatkowe trybuny mogące pomieścić 12 000 widzów. Pojemność całkowita areny podczas igrzysk wynosiła 15 000 widzów. Wewnątrz toru przygotowano drewniany podest o wymiarach 25 × 15 m. Obiekt wyposażono też m.in. w tablicę z zegarem i system nagłaśniający. Budowa toru rozpoczęła się 15 czerwca 1936 roku, a 1 lipca 1936 roku został on udostępniony kolarzom do treningów. Olimpijskie konkurencje kolarstwa torowego, w całości rozgrywane na nowym torze, zostały przeprowadzone w dniach 6–8 sierpnia 1936 roku. Tor powstał jako obiekt tymczasowy i dwa miesiące po powstaniu dokonano jego rozbiórki. Dziś po torze, jak i po dawnym stadionie Berliner SC, nie ma już żadnego śladu.